# 義州 (交阯)
義州，是明代交阯承宣布政使司下轄的一個州，治所可能在今越南廣義省境內，領義純縣、鵝杯縣、溪綿縣三個縣。

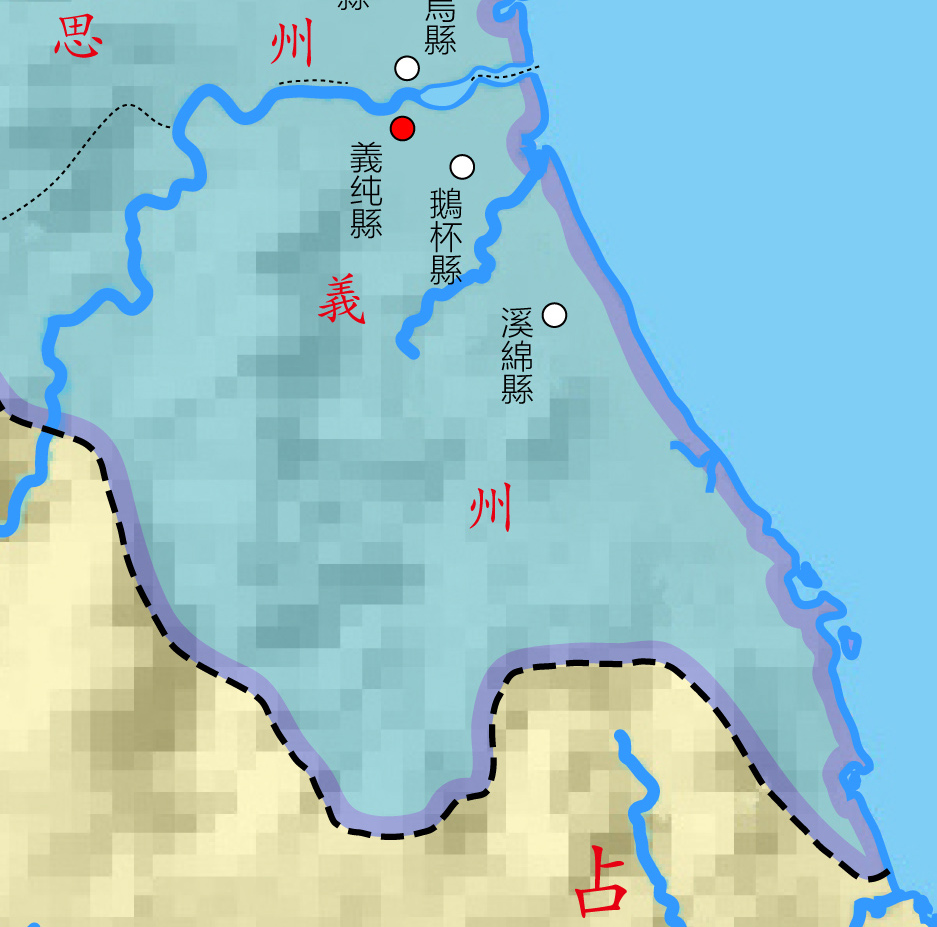

## 沿革
- 永樂十二年（1414年）三月庚子，設交阯升、華、思、義四州，俱隸升華府，在化州以南統黎江等十一縣，原為黎季犛所取占城之地，授降人阮儉為義州知州，范昉為義州同知[3]。
- 永樂十三年（1415年）夏四月壬申，定升華府四州所隸縣，義州領義純、鵝杯、溪綿三縣[4][5]。